# Persone di nome Alfonso
| Questa pagina contiene informazioni ricavate automaticamente dalle voci biografiche con l'ausilio del template Bio e di un bot. L'aggiornamento è periodico e automatico e ricostruisce completamente la pagina. Se manca una persona in questa lista, sei pregato di non aggiungerla, ma accertati piuttosto che la sua voce biografica contenga il template Bio e che i dati anagrafici siano correttamente compilati. Se il template Bio manca, inseriscilo tu stesso o, in alternativa, metti l'avviso {{tmp\|Bio}} che ne segnala la mancanza. Se i dati riportati sono sbagliati, correggi direttamente la voce biografica; le modifiche saranno visibili in questa lista entro pochi giorni. Per chiarimenti vedi il progetto antroponimi. La lista contiene solo le 468 persone che sono citate nell'enciclopedia e per le quali è stato implementato correttamente il template Bio. Pagina aggiornata al 6 ago 2025. |

Questa è una lista di persone presenti nell'enciclopedia che hanno il nome Alfonso, suddivise per attività principale.

## Abati(1)
- Alfonso Longo, abate italiano (Pescate, n. 1738 - † 1804)

## Agronomi(1)
- Alfonso Draghetti, agronomo italiano (Castelfranco Emilia, n. 1888 - Bologna, † 1960)

## Allenatori di calcio(8)
- Alfonso Camorani, allenatore di calcio e ex calciatore italiano (Cercola, n. 1978)
- Alfonso Cortijo, allenatore di calcio e ex calciatore spagnolo (Jerez de la Frontera, n. 1966)
- Alfonso Greco, allenatore di calcio e ex calciatore italiano (Roma, n. 1969)
- Alfonso Mondelo, allenatore di calcio spagnolo (Barakaldo, n. 1958)
- Alfonso Montemayor, allenatore di calcio e calciatore messicano (n. 1922 - † 2012)
- Darío Pereyra, allenatore di calcio, ex calciatore e dirigente sportivo uruguaiano (Montevideo, n. 1956)
- Alfonso Pérez, allenatore di calcio e ex calciatore spagnolo (Getafe, n. 1972)
- Alfonso Portugal, allenatore di calcio e calciatore messicano (Città del Messico, n. 1934 - Atlixco, † 2016)

## Allenatori di pallacanestro(2)
- Sito Alonso, allenatore di pallacanestro spagnolo (Madrid, n. 1975)
- Alfonso Rojo de la Vega, allenatore di pallacanestro, allenatore di calcio e dirigente sportivo messicano (Culiacán, n. 1895 - Città del Messico, † 1967)

## Alpinisti(1)
- Alfonso Vinci, alpinista, partigiano e esploratore italiano (Dazio, n. 1915 - Roma, † 1992)

## Ammiragli(1)
- Alfonso Di Brocchetti, ammiraglio e politico italiano (Napoli, n. 1844 - Roma, † 1918)

## Anatomisti(1)
- Alfonso Corti, anatomista italiano (Gambarana, n. 1822 - Corvino San Quirico, † 1876)

## Antropologi(1)
- Alfonso Maria Di Nola, antropologo e storico delle religioni italiano (Napoli, n. 1926 - Roma, † 1997)

## Archeologi(5)
- Alfonso Bartoli, archeologo e politico italiano (Foligno, n. 1874 - Roma, † 1957)
- Alfonso Caso, archeologo e politico messicano (Città del Messico, n. 1896 - Città del Messico, † 1970)
- Alfonso De Franciscis, archeologo italiano (Napoli, n. 1915 - Napoli, † 1989)
- Alfonso Garovaglio, archeologo italiano (Cantù, n. 1820 - Milano, † 1905)
- Alfonso Maria Riberi, archeologo, storiografo e presbitero italiano (Monterosso Grana, n. 1876 - Cuneo, † 1952)

## Architetti(7)
- Alfonso Domínguez, architetto portoghese
- Alfonso Femia, architetto e designer italiano (Taurianova, n. 1966)
- Alfonso Moscatelli, architetto italiano (Mantova, † 1687)
- Alfonso Parigi il Giovane, architetto italiano (Firenze, n. 1606 - † 1656)
- Alfonso Parigi il Vecchio, architetto e scenografo italiano (Firenze - Firenze, † 1590)
- Alfonso Stocchetti, architetto italiano (Ercolano, n. 1920 - Firenze, † 2004)
- Alfonso Torreggiani, architetto italiano (Budrio, n. 1682 - Bologna, † 1764)

## Arcivescovi cattolici(14)
- Alfonso Airoldi, arcivescovo cattolico italiano (Palermo, n. 1729 - Palermo, † 1817)
- Alfonso d'Aragona, arcivescovo cattolico spagnolo (Cervera, n. 1470 - Lécera, † 1520)
- Alfonso Vincenzo Amarante, arcivescovo cattolico italiano (Pagani, n. 1970)
- Alfonso Carinci, arcivescovo cattolico italiano (Roma, n. 1862 - Roma, † 1963)
- Alfonso Carrillo de Acuña, arcivescovo cattolico e politico spagnolo (Carrascosa del Campo, n. 1413 - Alcalá de Henares, † 1482)
- Alfonso Cortés Contreras, arcivescovo cattolico messicano (La Luz, n. 1947)
- Alfonso Maria Giordano, arcivescovo cattolico italiano (Montefredane, n. 1835 - Napoli, † 1908)
- Alfonso Gonzaga, arcivescovo cattolico italiano (Novellara, n. 1588 - Reggio Emilia, † 1649)
- Alfonso Liguori Morapeli, arcivescovo cattolico lesothiano (Ha Motebang, n. 1929 - † 1989)
- Alfonso Mariconda, arcivescovo cattolico italiano (Napoli, n. 1671 - † 1737)
- Alfonso Oliva, arcivescovo cattolico italiano (L'Aquila - Roma, † 1544)
- Alfonso Paleotti, arcivescovo cattolico italiano (Bologna, n. 1531 - Bologna, † 1610)
- Alfonso Pisani, arcivescovo cattolico italiano († 1623)
- Alfonso Álvarez Barba Ossorio, arcivescovo cattolico spagnolo (Valderas, n. 1619 - Salerno, † 1688)

## Artisti(1)
- Alfonso Fratteggiani Bianchi, artista italiano (Pieve Caina, n. 1952)

## Astrofisici(1)
- Alfonso Cavaliere, astrofisico e cosmologo italiano (Crotone, n. 1933)

## Astronomi(1)
- Alfonso Fresa, astronomo italiano (Nocera Superiore, n. 1901 - Nocera Superiore, † 1985)

## Atleti paralimpici(1)
- Alfonso Fidalgo, ex atleta paralimpico spagnolo (Cembranos, n. 1969)

## Attori(11)
- Panchito Alba, attore filippino (Paco, n. 1925 - Manila, † 1995)
- Alan Alda, attore, regista e sceneggiatore statunitense (New York, n. 1936)
- Robert Alda, attore, cantante e ballerino statunitense (New York, n. 1914 - Los Angeles, † 1986)
- Alfonso Arau, attore e regista messicano (Città del Messico, n. 1932)
- Alfonso Bassave, attore spagnolo (Madrid, n. 1979)
- Alfonso Bedoya, attore messicano (Sonora, n. 1904 - Città del Messico, † 1957)
- Alfonso Cassini, attore italiano (Bologna, n. 1858 - Roma, † 1921)
- Alfonso Pedroza, attore messicano (Messico, n. 1897)
- Alfonso Ribeiro, attore, cantante e ballerino statunitense (New York, n. 1971)
- Alfonso Santagata, attore e regista italiano (San Paolo di Civitate, n. 1947)
- Alfonso Tomas, attore italiano (Roma, n. 1928 - Roma, † 2005)

## Aviatori(1)
- Alfonso Chiapparo, aviatore e militare italiano (Napoli, n. 1902 - Ciutadella, † 1937)

## Avvocati(7)
- Alfonso Badini Confalonieri, avvocato e politico italiano (Caselle Torinese, n. 1843 - Torino, † 1920)
- Alfonso Cavagnari, avvocato e politico italiano (Parma, n. 1831 - Reggio Emilia, † 1881)
- Alfonso Martucci, avvocato e politico italiano (Santa Maria Capua Vetere, n. 1933 - Milano, † 2008)
- Carlo Palomba, avvocato e politico italiano (Benevento, n. 1830 - † 1905)
- Alfonso Pecoraro Scanio, avvocato e politico italiano (Salerno, n. 1959)
- Alfonso Valerio, avvocato e politico italiano (Trieste, n. 1852 - Trieste, † 1942)
- Alfonso de Ceballos-Escalera y Gila, avvocato e storico spagnolo (Madrid, n. 1957)

## Baritoni(1)
- Alfonso Antoniozzi, baritono, regista e politico italiano (Viterbo, n. 1964)

## Bibliotecari(1)
- Alfonso Gallo, bibliotecario italiano (Aversa, n. 1890 - Roma, † 1952)

## Botanici(1)
- Alfonso Maria Palanza, botanico italiano (L'Aquila, n. 1851 - Bitonto, † 1899)

## Calciatori(31)
- Alfonso Aparicio, calciatore e allenatore di calcio spagnolo (Santander, n. 1919 - Madrid, † 1999)
- Alfonso Artabe, calciatore spagnolo (Palma di Maiorca, n. 1988)
- Alfonso Auscarriaga, calciatore uruguaiano (n. 1927)
- Alfonso Barco, calciatore peruviano (Lima, n. 2001)
- Alfonso Bertozzi, ex calciatore italiano (Imola, n. 1965)
- Alfonso Blanco, calciatore messicano (Tamiahua, n. 1987)
- Alfonso Borra, calciatore e allenatore di calcio italiano (Olgiate Olona, n. 1920 - La Spezia, † 1998)
- Alfonso Delgado, calciatore spagnolo (San Miguel de Abona, n. 1986)
- Alfonso Domínguez, ex calciatore uruguaiano (Durazno, n. 1965)
- Alfonso Dulanto, ex calciatore peruviano (Lima, n. 1969)
- Alfonso Fraile, ex calciatore spagnolo (Madrid, n. 1960)
- Alfon González, calciatore spagnolo (Albacete, n. 1999)
- Alfonso Herrero, calciatore spagnolo (Toledo, n. 1994)
- Alfonso Lara, calciatore cileno (n. 1946 - † 2013)
- Alfonso Lorenzo, calciatore argentino
- Alfonso Luna, calciatore messicano (Metepec, n. 1990)
- Alfonso Dante Mion, calciatore italiano (Villaga, n. 1930 - † 2017)
- Alfonso Negro, calciatore e medico statunitense (Brooklyn, n. 1915 - Firenze, † 1984)
- Alfonso Obregón, ex calciatore ecuadoriano (Portoviejo, n. 1972)
- Alfonso Olaso, calciatore spagnolo (Villabona, n. 1904 - † 1936)
- Alfonso Parot, calciatore cileno (Talca, n. 1989)
- Alfonso Pedraza, calciatore spagnolo (San Sebastián de los Ballesteros, n. 1996)
- Darío Pereira, calciatore uruguaiano (Montevideo, n. 1996)
- Alfonso Quesada, calciatore costaricano (Ciudad Quesada, n. 1988)
- Alfonso Rodríguez Salas, calciatore spagnolo (La Laguna, n. 1939 - L'Hospitalet de Llobregat, † 1994)
- Alfonso Santagiuliana, calciatore italiano (Cornedo Vicentino, n. 1921 - Vicenza, † 1994)
- Alfonso Sicurani, ex calciatore italiano (Pontedera, n. 1935)
- Alfonso Silva, calciatore spagnolo (Las Palmas de Gran Canaria, n. 1926 - Costanza, † 2007)
- Alfonso Trezza, calciatore uruguaiano (Florida, n. 1999)
- Alfonso Yáñez, ex calciatore peruviano (Callao, n. 1970)
- Alfonso de Luca, calciatore uruguaiano (Minas, n. 2005)

## Canoisti(1)
- Alfonso Benavides, canoista spagnolo (Pollença, n. 1991)

## Canottieri(1)
- Alfonso Scalzone, canottiere italiano (Napoli, n. 1996)

## Cantanti(2)
- Mario Da Vinci, cantante e attore italiano (Napoli, n. 1942 - Napoli, † 2015)
- Alfonso Herrera, cantante e attore messicano (Città del Messico, n. 1983)

## Cantautori(1)
- Alfonso Borghi, cantautore italiano (Correggio, n. 1949)

## Cardinali(13)
- Alfonso de Aguilar, cardinale spagnolo (Montilla, n. 1653 - Madrid, † 1699)
- Alfonso d'Aviz, cardinale, arcivescovo cattolico e nobile portoghese (Évora, n. 1509 - Lisbona, † 1540)
- Alfonso Capecelatro, cardinale e arcivescovo cattolico italiano (Marsiglia, n. 1824 - Capua, † 1912)
- Alfonso Carafa, cardinale e arcivescovo cattolico italiano (Napoli, n. 1540 - Napoli, † 1565)
- Alfonso Carrillo de Albornoz, cardinale spagnolo (Carrascosa del Campo - Basilea, † 1434)
- Alfonso Castaldo, cardinale e arcivescovo cattolico italiano (Casoria, n. 1890 - Napoli, † 1966)
- Alfonso Gesualdo, cardinale e arcivescovo cattolico italiano (Calitri, n. 1540 - Napoli, † 1603)
- Alfonso Litta, cardinale italiano (Milano, n. 1608 - Roma, † 1679)
- Alfonso López Trujillo, cardinale e arcivescovo cattolico colombiano (Villahermosa, n. 1935 - Roma, † 2008)
- Alfonso Manrique de Lara, cardinale e arcivescovo cattolico spagnolo (Segura de León - Siviglia, † 1538)
- Alfonso Maria Mistrangelo, cardinale e arcivescovo cattolico italiano (Savona, n. 1852 - Firenze, † 1930)
- Alfonso Petrucci, cardinale e vescovo cattolico italiano (Siena, n. 1491 - Roma, † 1517)
- Alfonso Visconti, cardinale e vescovo cattolico italiano (Milano, n. 1552 - Macerata, † 1608)

## Cestisti(13)
- Alfonso Albert, ex cestista spagnolo (Torrent, n. 1973)
- Trey Burke, cestista statunitense (Columbus, n. 1992)
- Al Cueto, ex cestista cubano (L'Avana, n. 1946)
- Alfonso Johnson, ex cestista colombiano (Panama, n. 1969)
- Buck Johnson, cestista statunitense (Birmingham, n. 1964)
- Alfonso Márquez, cestista filippino (Zamboanga, n. 1938 - † 2020)
- Alfonso Martínez, cestista spagnolo (Saragozza, n. 1937 - Barcellona, † 2011)
- Alfonso Plummer, cestista portoricano (Fajardo, n. 1997)
- Alfonso Quiñónez, cestista ecuadoriano (Guayaquil, † 1992)
- Alfonso Reyes Cabanás, ex cestista spagnolo (Madrid, n. 1971)
- Alfonso Sánchez Delgado, ex cestista spagnolo (Jaén, n. 1987)
- Al Smith, ex cestista statunitense (Albany, n. 1955)
- Alfonso Stoute, ex cestista panamense (n. 1970)

## Chimici(2)
- Alfonso Cossa, chimico italiano (Milano, n. 1833 - Torino, † 1902)
- Alfonso Maria Liquori, chimico italiano (Napoli, n. 1926 - Roma, † 2000)

## Ciclisti su strada(3)
- Alfonso Calzolari, ciclista su strada italiano (Vergato, n. 1887 - Ceriale, † 1983)
- Alfonso Crippa, ciclista su strada italiano (Crenna, n. 1905 - Besnate, † 1983)
- Alfonso Piccin, ciclista su strada e pistard italiano (San Martino di Colle Umberto, n. 1901 - Vittorio Veneto, † 1932)

## Compositori(6)
- Alfonso Belfiore, compositore italiano (Noto, n. 1954)
- Alfonso Castaldi, compositore e direttore d'orchestra rumeno (Maddaloni, n. 1874 - Bucarest, † 1942)
- Alfonso Ferrabosco l'Anziano, compositore italiano (Bologna, n. 1543 - † 1588)
- Alfonso Fontanelli, compositore, scrittore e diplomatico italiano (Reggio nell'Emilia, n. 1557 - Roma, † 1622)
- Alfonso Vitale, compositore, teorico della musica e religioso italiano (Angri, n. 1937 - Salerno, † 2018)
- Alfonso della Viola, compositore italiano (Ferrara)

## Condottieri(5)
- Alfonso Gonzaga, condottiero italiano (Castel Goffredo, n. 1541 - Gambaredolo, † 1592)
- Alfonso Gonzaga, condottiero italiano (San Martino dall'Argine, n. 1549 - Tours, † 1569)
- Alfonso Gonzaga, condottiero italiano (San Martino dall'Argine, n. 1596 - San Martino dall'Argine, † 1659)
- Alfonso Piccolomini Todeschini, condottiero italiano (Acquapendente, n. 1558 - Firenze, † 1591)
- Alfonso II d'Avalos, condottiero italiano (Napoli, † 1495)

## Critici letterari(1)
- Alfonso Berardinelli, critico letterario, saggista e italianista italiano (Roma, n. 1943)

## Designer(1)
- Alfonso Franco Grassi, designer e artista italiano (Asmara, n. 1943 - Milano, † 2014)

## Diplomatici(2)
- Alfonso Ariosto, diplomatico italiano (Ferrara, n. 1475 - Ferrara, † 1525)
- Alfonso de la Cueva-Benavides y Mendoza-Carrillo, diplomatico e cardinale spagnolo (Bedmar, n. 1574 - Roma, † 1655)

## Dirigenti d'azienda(1)
- Alfonso Desiata, dirigente d'azienda italiano (Bojano, n. 1933 - Trieste, † 2006)

## Dirigenti sportivi(4)
- Alfonso Cuomo, dirigente sportivo italiano (Nocera Inferiore, n. 1901 - Nocera Inferiore, † 1967)
- Alfonso De Lucia, dirigente sportivo, ex calciatore e allenatore di calcio italiano (Nola, n. 1983)
- Sito Pons, dirigente sportivo e ex pilota motociclistico spagnolo (Barcellona, n. 1959)
- Alfonso Ricciardi, dirigente sportivo, allenatore di calcio e calciatore italiano (Avellino, n. 1913 - Roma, † 1980)

## Drammaturghi(4)
- Alfonso Dolce, commediografo italiano (Cropani, n. 1882 - Cropani, † 1959)
- Alfonso Paso, drammaturgo, direttore artistico e attore spagnolo (Madrid, n. 1926 - Madrid, † 1978)
- Alfonso Sastre, drammaturgo, scrittore e saggista spagnolo (Madrid, n. 1926 - Hondarribia, † 2021)
- Alfonso Vallejo, drammaturgo, neurologo e pittore spagnolo (Santander, n. 1943 - Madrid, † 2021)

## Economisti(1)
- Alfonso Prat-Gay, economista e politico argentino (Buenos Aires, n. 1965)

## Esploratori(2)
- Alfonso de Albuquerque, esploratore e militare portoghese (Goa, † 1515)
- Alfonso Maria Massari, esploratore italiano (Napoli, n. 1854 - Roma, † 1950)

## Falsari(1)
- Alfonso Ceccarelli, falsario, storico e scrittore italiano (Bevagna, n. 1532 - Roma, † 1583)

## Fantini(1)
- Alfonso Menichetti, fantino italiano (Manciano, n. 1880 - Roma, † 1923)

## Filantropi(1)
- Alfonso della Valle di Casanova, filantropo italiano (Napoli, n. 1830 - San Paolo Bel Sito, † 1872)

## Filologi(1)
- Alfonso Linguiti, filologo e presbitero italiano (Giffoni Valle Piana, n. 1827 - † 1881)

## Filosofi(2)
- Alfonso Maurizio Iacono, filosofo italiano (Agrigento, n. 1949)
- Alfonso Testa, filosofo e politico italiano (Borgonovo Val Tidone, n. 1784 - Piacenza, † 1860)

## Fisici(1)
- Alfonso Sutera, fisico italiano (Trapani, n. 1950 - Roma, † 2013)

## Francescani(1)
- Alfonso de Bolaños, francescano e missionario spagnolo (Burgos - Menceyato di Güímar, † 1478)

## Fumettisti(3)
- Alfonso Font, fumettista spagnolo (Barcellona, n. 1946)
- Alfonso La Torre, fumettista e giornalista peruviano (Cusco, n. 1927 - † 2002)
- Al Williamson, fumettista statunitense (New York City, n. 1931 - upstate New York, † 2010)

## Gambisti(1)
- Alfonso Ferrabosco il Giovane, gambista e compositore inglese (Greenwich - † 1628)

## Generali(6)
- Alfonso Armada, generale spagnolo (Madrid, n. 1920 - Madrid, † 2013)
- Alfonso Cigala Fulgosi, generale italiano (Agazzano, n. 1884 - Signo, † 1943)
- Alfonso La Marmora, generale e politico italiano (Torino, n. 1804 - Firenze, † 1878)
- Alfonso Ollearo, generale italiano (San Salvatore Monferrato, n. 1885 - Alessandria, † 1957)
- Alfonso Perez de Vivero, generale e politico spagnolo (Valladolid, n. 1603 - Cambrai, † 1661)
- Alfonso di Baviera, generale tedesco (Monaco di Baviera, n. 1862 - Monaco di Baviera, † 1933)

## Gesuiti(4)
- Alfonso Maria Casoli, gesuita, poeta e romanziere italiano (Modena, n. 1867 - Torino, † 1923)
- Alfonso Niccolai, gesuita e teologo italiano (Lucca, n. 1706 - Firenze, † 1784)
- Alfonso Rodríguez, gesuita spagnolo (Segovia, n. 1531 - Palma di Maiorca, † 1617)
- Alfonso Salmerón, gesuita spagnolo (Toledo, n. 1515 - Napoli, † 1585)

## Giocatori di baseball(2)
- Al López, giocatore di baseball e allenatore di baseball statunitense (Tampa, n. 1908 - Tampa, † 2005)
- Alfonso Soriano, ex giocatore di baseball dominicano (San Pedro de Macorís, n. 1976)

## Giocatori di calcio a 5(1)
- Alfonso Maquensi, giocatore di calcio a 5 e ex giocatore di beach soccer panamense (n. 1997)

## Giocatori di football americano(2)
- Alfonso Boone, ex giocatore di football americano statunitense (Saginaw, n. 1976)
- Alfonso Onunwor, giocatore di football americano statunitense (Cleveland)

## Giornalisti(3)
- Alfonso Andreozzi, giornalista, avvocato e orientalista italiano (Firenze, n. 1821 - Firenze, † 1894)
- Alfonso Meomartini, pubblicista, storico e politico italiano (Reino, n. 1841 - Benevento, † 1918)
- Alfonso Signorini, giornalista, conduttore televisivo e scrittore italiano (Milano, n. 1964)

## Giuristi(2)
- Alfonso Díaz de Montalvo, giurista spagnolo (Arévalo, n. 1405 - Huete, † 1499)
- Alfonso Tesauro, giurista e politico italiano (Avellino, n. 1900 - Napoli, † 1976)

## Illustratori(1)
- Alfonso Artioli, illustratore, pittore e umorista italiano (Modena, n. 1913 - Roma, † 1986)

## Imprenditori(4)
- Alfonso Ferrero de Gubernatis Ventimiglia, imprenditore, dirigente sportivo e allenatore di calcio italiano (Torino, n. 1871 - Torino, † 1961)
- Alfonso Garofalo, imprenditore e politico italiano (Gragnano, n. 1852 - Gragnano, † 1918)
- Alfonso Morini, imprenditore e pilota motociclistico italiano (Bologna, n. 1898 - Bologna, † 1969)
- Alfonso Yuchengco, imprenditore e diplomatico filippino (Manila, n. 1923 - Manila, † 2017)

## Ingegneri(3)
- Alfonso Comin, ingegnere spagnolo (Saragozza, n. 1933 - Barcellona, † 1980)
- Alfonso Guerra, ingegnere e architetto italiano (Napoli, n. 1845 - Napoli, † 1920)
- Alfonso De Albentiis, ingegnere italiano (Teramo, n. 1871 - Teramo, † 1942)

## Inventori(1)
- Alfonso Bialetti, inventore, imprenditore e operaio italiano (Casale Corte Cerro, n. 1888 - Omegna, † 1970)

## Latinisti(1)
- Alfonso Traina, latinista, filologo classico e traduttore italiano (Palermo, n. 1925 - Bologna, † 2019)

## Letterati(1)
- Alfonso De Gennaro, letterato e nobile italiano (Napoli - Napoli)

## Mafiosi(2)
- Alphonse Indelicato, mafioso statunitense (New York, n. 1931 - New York, † 1981)
- Alfonso Rosanova, mafioso italiano (LuogoNascitaLink = Sant'Antonio Abate, n. 1928 - Salerno, † 1982)

## Magistrati(6)
- Alfonso De Blasio, magistrato e politico italiano (Caserta, n. 1849 - Roma, † 1930)
- Alfonso Giordano, magistrato, giurista e politico italiano (Palermo, n. 1928 - Palermo, † 2021)
- Alfonso Papa, ex magistrato e politico italiano (Napoli, n. 1970)
- Alfonso Quaranta, magistrato e giurista italiano (Napoli, n. 1936 - Roma, † 2023)
- Alfonso Ridola, magistrato e giurista italiano (Napoli, n. 1843 - Napoli, † 1917)
- Alfonso Sabella, magistrato italiano (Bivona, n. 1962)

## Matematici(2)
- Alfonso Del Re, matematico italiano (Calitri, n. 1859 - Vico Equense, † 1921)
- Alfonso Di Legge, matematico e astronomo italiano (Roma, n. 1847 - Roma, † 1938)

## Medici(8)
- Alfonso Cabeza, medico spagnolo (Bubierca, n. 1939)
- Alfonso Capone, medico e politico italiano (Afragola, n. 1938 - Afragola, † 2003)
- Alfonso Corradi, medico italiano (Bologna, n. 1833 - Pavia, † 1892)
- Alfonso Di Vestea, medico, batteriologo e virologo italiano (Loreto Aprutino, n. 1854 - Roma, † 1938)
- Alfonso Ferri, medico italiano (Napoli - † 1595)
- Alfonso Giordano, medico italiano (Lercara Friddi, n. 1843 - Lercara Friddi, † 1915)
- Alfonso Splendore, medico, batteriologo e igienista italiano (Fagnano Castello, n. 1871 - San Paolo, † 1953)
- Alfonso di Valladolid, medico spagnolo (Burgos, n. 1270 - Valladolid, † 1346)

## Mezzofondisti(1)
- Alfonso Orlando, mezzofondista e attore italiano (Nocera Inferiore, n. 1892 - Bergamo, † 1969)

## Militari(9)
- Alfonso Arena, ufficiale italiano (Canicattì, n. 1882 - Lussemburgo, † 1929)
- Alfonso III d'Avalos, militare e politico italiano (Ischia, n. 1502 - Vigevano, † 1546)
- Alfonso Capra, militare italiano (Vicenza, n. 1562 - † 1638)
- Alfonso Casati, militare italiano (Milano, n. 1918 - Corinaldo, † 1944)
- Alfonso Guadagni, militare e agente segreto italiano (Afragola, n. 1925 - Nisida, † 1944)
- Alfonso Novoa, militare e allenatore di calcio colombiano
- Alfonso Riguzzi, militare italiano (Pieve di Cento, n. 1861 - Palermo, † 1903)
- Alfonso Rotolo, militare e aviatore italiano (Napoli, n. 1914 - La Galite, † 1941)
- Alfonso Samoggia, militare italiano (Bologna, n. 1893 - Casotto, † 1916)

## Missionari(3)
- Alfonso Maria Ferroni, missionario e vescovo cattolico italiano (Rignano sull'Arno, n. 1892 - Figline Valdarno, † 1966)
- Alfonso Navarrete, missionario spagnolo (Logroño, n. 1571 - Takayama, † 1617)
- Alfonso Rodríguez-Olmedo, missionario e gesuita spagnolo (Zamora, n. 1599 - Caaró, † 1628)

## Montatori(1)
- Alfonso Santacana, montatore spagnolo

## Nobili(40)
- Alfonso di Brienne, nobile francese (Acri - Tunisi, † 1270)
- Alfonso di Borbone-Borbone, nobile spagnolo (Madrid, n. 1866 - Madrid, † 1934)
- Alfonso I d'Este, nobile, mecenate e politico italiano (Ferrara, n. 1476 - Ferrara, † 1534)
- Alfonso I di Braganza, nobile portoghese (Estremoz, n. 1377 - Chaves, † 1461)
- Alfonso II d'Este, nobile (Ferrara, n. 1533 - Ferrara, † 1597)
- Alfonso II di Provenza, nobile (Barcellona, n. 1180 - Palermo, † 1209)
- Alfonso IV d'Este, nobile (Modena, n. 1634 - Modena, † 1662)
- Alfonso IV di Ribagorza, nobile (n. 1332 - Gandia, † 1412)
- Alfonso V di Ribagorza, nobile († 1425)
- Alfonso de Aragón y de Escobar, nobile spagnolo (Olmedo, n. 1417 - Linares, † 1485)
- Alfonso Federico di Sicilia, nobile (Catania - † 1335)
- Alfonso di Poitiers, nobile francese (Poissy, n. 1220 - Corneto, † 1271)
- Alfonso d'Aragona, nobile spagnolo (Segorbe, n. 1489 - Puig, † 1563)
- Alfonso di Borbone Dampierre, nobile spagnolo (Roma, n. 1936 - Beaver Creek, † 1989)
- Alfonso di Braganza, nobile (Lisbona, n. 1402 - Tomar, † 1460)
- Alfonso Carafa, nobile italiano (Nocera dei Pagani, † 1581)
- Alfonso Dionisio, nobile portoghese (Portogallo, n. 1260 - Portogallo, † 1310)
- Alfonso Doria Pamphili Landi, nobile e politico italiano (Roma, n. 1851 - Roma, † 1914)
- Alfonso Enríquez, nobile spagnolo (Guadalcanal, n. 1354 - Guadalupe, † 1429)
- Alfonso d'Este, nobile italiano (Ferrara, n. 1527 - Ferrara, † 1587)
- Alfonso III d'Este, nobile e religioso italiano (Ferrara, n. 1591 - Castelnuovo di Garfagnana, † 1644)
- Alfonso I Gonzaga, nobile italiano (Torino, n. 1529 - Novellara, † 1589)
- Alfonso II Gonzaga, nobile (Novellara, n. 1616 - Novellara, † 1678)
- Alfonso Guerrieri Gonzaga, nobile e condottiero italiano († 1639)
- Alfonso de Luci, nobile normanno (Sicilia)
- Alfonso Lucifero, nobile, politico e scrittore italiano (Crotone, n. 1853 - Roma, † 1925)
- Alfonso Pérez de Guzmán, V duca di Medina Sidonia, nobile († 1549)
- Alfonso Sanseverino Vimercati, nobile, politico e ingegnere italiano (Milano, n. 1836 - Milano, † 1907)
- Alfonso II Sanvitale, nobile italiano (Parma - Parma, † 1612)
- Alfonso I Sanvitale, nobile italiano (Sala Baganza, n. 1530 - Sarteano, † 1555)
- Alfonso Visconti, nobile e condottiero italiano (Milano, † 1520)
- Alfonso Felice d'Avalos, nobile e militare italiano (Isola d'Ischia, n. 1564 - Roma, † 1593)
- Alfonso I del Carretto, nobile italiano (Finale Ligure, n. 1457 - Finale Ligure, † 1516)
- Alfonso di Borbone-Due Sicilie, nobile italiano (Caserta, n. 1841 - Cannes, † 1934)
- Alfonso Carlo di Borbone-Spagna, nobile spagnolo (Londra, n. 1849 - Vienna, † 1936)
- Alfonso Cristiano di Borbone-Spagna, nobile (Roma, n. 1941 - Estoril, † 1956)
- Alfonso di Molina, nobile (n. 1202 - Salamanca, † 1272)
- Alfonso Enrico di Lorena, nobile francese (Francia, n. 1648 - Francia, † 1718)
- Alfonso Giordano di Tolosa, nobiluomo francese (Terra santa, n. 1103 - Cesarea marittima, † 1148)
- Alfonso di Hohenlohe-Langenburg, nobile e imprenditore spagnolo (Madrid, n. 1924 - Marbella, † 2003)

## Nuotatori(1)
- Alfonso Buonocore, nuotatore e pallanuotista italiano (Napoli, n. 1933 - Napoli, † 2023)

## Oculisti(1)
- Alfonso Motolese, oculista e politico italiano (Martina Franca, n. 1904 - † 1972)

## Orologiai(1)
- Alfonso Sellaroli, orologiaio italiano (Guardia Sanframondi, n. 1855 - Napoli, † 1940)

## Pallanuotisti(1)
- Alfonso Tusell, pallanuotista spagnolo (Barcellona, n. 1906 - Barcellona, † 1960)

## Pallavolisti(1)
- Alfonso Bendi, ex pallavolista italiano (Meldola, n. 1976)

## Partigiani(2)
- Alfonso Lissi, partigiano italiano (Salvadera, n. 1906 - Lenno, † 1944)
- Alfonso Volpi, partigiano e ingegnere italiano (Milano, n. 1909 - Grecia, † 1943)

## Patriarchi cattolici(2)
- Alfonso Mendes, patriarca cattolico e gesuita portoghese (Évora, n. 1579 - Goa, † 1659)
- Alfonso de Córdoba, patriarca cattolico spagnolo (Ejea de los Caballeros - Siviglia, † 1417)

## Pentatleti(2)
- Alfonso Marotta, pentatleta italiano (Avellino, n. 1923 - Roma, † 1982)
- Alfonso Ottaviani, pentatleta italiano (Terni, n. 1937 - Terni, † 2008)

## Pianisti(2)
- Alfonso Gibilaro, pianista e compositore italiano (Porto Empedocle, n. 1888 - † 1957)
- Alfonso Rendano, pianista e compositore italiano (Carolei, n. 1853 - Roma, † 1931)

## Piloti automobilistici(4)
- Alfonso Celis Jr., ex pilota automobilistico messicano (Città del Messico, n. 1996)
- Alfonso Merendino, pilota automobilistico italiano (Palermo, n. 1942 - Palermo, † 1998)
- Alfonso de Portago, pilota automobilistico e bobbista spagnolo (Londra, n. 1928 - Guidizzolo, † 1957)
- Alfonso Thiele, pilota automobilistico statunitense (Istanbul, n. 1920 - Novara, † 1986)

## Piloti di rally(1)
- Alfonso Di Benedetto, pilota di rally italiano (Palermo, n. 1981)

## Piloti motociclistici(2)
- Alfonso Coppola, pilota motociclistico italiano (Scafati, n. 1997)
- Fonsi Nieto, pilota motociclistico spagnolo (Madrid, n. 1978)

## Pittori(16)
- Alfonso Aldiverti, pittore italiano
- Alfonso Avanessian, pittore iraniano (Teheran, n. 1932 - Roma, † 2009)
- Alfonso Boschi, pittore italiano (Firenze, n. 1615)
- Alfonso Chierici, pittore italiano (Reggio nell'Emilia, n. 1816 - Reggio nell'Emilia, † 1873)
- Alfonso Corradi, pittore italiano (Castelnovo di Sotto, n. 1889 - Milano, † 1972)
- Alfonso Di Pasquale, pittore italiano (Andria, n. 1899 - Roma, † 1987)
- Alfonso Franco, pittore italiano (Messina, n. 1466 - Messina, † 1523)
- Alfonso Frangipane, pittore, disegnatore e decoratore italiano (Catanzaro, n. 1881 - Reggio Calabria, † 1970)
- Alfonso Frasnedi, pittore e disegnatore italiano (Bologna, n. 1934)
- Alfonso Grassi, pittore italiano (Solofra, n. 1918 - Salerno, † 2002)
- Alfonso Hüppi, pittore, designer e scultore tedesco (Friburgo in Brisgovia, n. 1935)
- Alfonso Loreto, pittore italiano (Pescara, n. 1912 - Roma, † 2003)
- Mafonso, pittore italiano (Frattaminore, n. 1948 - Caserta, † 2019)
- Alfonso Savini, pittore italiano (Bologna, n. 1836 - Bologna, † 1908)
- Alfonso Silba, pittore e scultore italiano (Avellino, n. 1945)
- Alfonso Simonetti, pittore italiano (Napoli, n. 1840 - Castrocielo, † 1892)

## Poeti(6)
- Alfonso Álvarez de Villasandino, poeta spagnolo (Villasandino, n. 1340 - † 1425)
- Alfonso Campanile, poeta italiano (Caltanissetta, n. 1927 - Caltanissetta, † 1998)
- Alfonso Cortés, poeta nicaraguense (León, n. 1893 - † 1969)
- Alfonso Gatto, poeta, scrittore e pittore italiano (Salerno, n. 1909 - Orbetello, † 1976)
- Alfonso Leopardi, poeta italiano (Caldarola, n. 1830 - Roma, † 1900)
- Alfonso Varano, poeta e drammaturgo italiano (Ferrara, n. 1705 - Ferrara, † 1788)

## Politici(36)
- Alfonso Alfonsi, politico italiano (Velletri, n. 1841 - Velletri, † 1919)
- Alfonso Ambrosino, politico italiano (Nola, n. 1926 - † 1998)
- Alfonso Arborio Gattinara di Breme, politico italiano (Torino, n. 1831 - Roma, † 1903)
- Alfonso Artiaco, politico italiano (Pozzuoli, n. 1899 - † 1956)
- Alfonso Barracco, politico e nobile italiano (Crotone, n. 1810 - Napoli, † 1890)
- Alfonso Barrantes, politico peruviano (Cajamarca, n. 1927 - L'Avana, † 2000)
- Alfonso Bonafede, politico italiano (Mazara del Vallo, n. 1976)
- Lello Ciampolillo, politico italiano (Bari, n. 1972)
- Alfonso Colucci, politico italiano (Foggia, n. 1964)
- Alfonso Dastis, politico e diplomatico spagnolo (Jerez de la Frontera, n. 1955)
- Alfonso De Giovine, politico italiano (Lucera, n. 1898 - Roma, † 1966)
- Alfonso Failla, politico e anarchico italiano (Siracusa, n. 1906 - Carrara, † 1986)
- Alfonso Ferrari Corbelli, politico italiano
- Alfonso García Robles, politico e diplomatico messicano (Zamora de Hidalgo, n. 1911 - Città del Messico, † 1991)
- Alfonso Gianni, politico italiano (Milano, n. 1950)
- Alfonso Guerra, politico spagnolo (Siviglia, n. 1940)
- Alfonso Leonetti, politico italiano (Andria, n. 1895 - Roma, † 1984)
- Alfonso López Michelsen, politico colombiano (Bogotà, n. 1913 - Bogotà, † 2007)
- Alfonso López Pumarejo, politico colombiano (Honda, n. 1886 - Londra, † 1959)
- Alfonso Mandelli, politico italiano (n. 1850 - † 1927)
- Alfonso Luigi Marra, politico italiano (San Giovanni in Fiore, n. 1947)
- Alfonso Mascitelli, politico italiano (Pescara, n. 1957 - Villamagna, † 2025)
- Alfonso Mathis, politico italiano (Torino, n. 1811 - Alessandria, † 1898)
- Alfonso Menna, politico italiano (Domicella, n. 1890 - Salerno, † 1998)
- Alfonso Palitti, politico italiano (Roio, n. 1849 - Roma, † 1891)
- Alfonso II Piccolomini, politico italiano (Napoli, n. 1499 - Isola di Nisida, † 1559)
- Alfonso Pontrandolfi, politico italiano (Grassano, n. 1938)
- Alfonso Portillo, politico guatemalteco (Zacapa, n. 1951)
- Alfonso Quiñónez Molina, politico salvadoregno (Suchitoto, n. 1874 - San Salvador, † 1950)
- Alfonso Rubilli, politico e avvocato italiano (Avellino, n. 1873 - Avellino, † 1960)
- Alfonso Rueda, politico spagnolo (Pontevedra, n. 1968)
- Alfonso Tanga, politico e economista italiano (Vallata, n. 1923 - Benevento, † 2014)
- Alfonso Turconi, politico italiano (Milano, n. 1738 - Parigi, † 1805)
- Alfonso Vastarini Cresi, politico italiano (L'Aquila, n. 1839 - Napoli, † 1902)
- Alfonso Visocchi, politico italiano (Atina, n. 1831 - Napoli, † 1909)
- Alfonso d'Altavilla, politico e condottiero normanno († 1144)

## Poliziotti(1)
- Alfonso Principato, carabiniere italiano (Agrigento, n. 1945 - Racalmuto, † 1985)

## Presbiteri(3)
- Alfonso Cerón, presbitero e scacchista spagnolo (Granada)
- Alfonso Maria Fusco, presbitero italiano (Angri, n. 1839 - Angri, † 1910)
- Alfonso Maria dello Spirito Santo, presbitero polacco (Baranówka, n. 1891 - Nawojowa Góra, † 1944)

## Principi(10)
- Alfonso del Brasile, principe brasiliano (Rio de Janeiro, n. 1845 - Rio de Janeiro, † 1847)
- Alfonso V d'Aragona, principe spagnolo (Medina del Campo, n. 1396 - Napoli, † 1458)
- Alfonso Carlo di Braganza, principe portoghese (Ajuda, n. 1865 - Napoli, † 1920)
- Alfonso d'Aragona, principe spagnolo (n. 1222 - Calatayud, † 1260)
- Alfonso d'Aragona, principe (Regno di Napoli, n. 1481 - Roma, † 1500)
- Alfonso d'Aviz, principe (Lisbona, n. 1475 - Tago, † 1491)
- Alfonso di Borbone-Spagna, principe spagnolo (Madrid, n. 1907 - Miami, † 1938)
- Alfonso Del Drago Biscia Gentili, III principe di Mazzano ed Antuni, principe italiano (Roma, n. 1882 - Sydney, † 1968)
- Alfonso d'Orléans, principe spagnolo (Madrid, n. 1886 - Sanlúcar de Barrameda, † 1975)
- Alfonso Maria di Borbone-Due Sicilie, principe spagnolo (Madrid, n. 1901 - Madrid, † 1964)

## Produttori cinematografici(1)
- Alfonso Sansone, produttore cinematografico italiano (Palermo, n. 1924 - Roma, † 2015)

## Pugili(3)
- Alfonso Pinto, pugile italiano (Torre Annunziata, n. 1978)
- Alfonso Pérez, ex pugile colombiano (Cartagena de Indias, n. 1949)
- Alfonso Zamora, ex pugile messicano (Città del Messico, n. 1954)

## Rabbini(2)
- Alfonso di Zamora, rabbino e ebraista spagnolo (Zamora, n. 1474 - † 1531)
- Alfonso Pedatzur Arbib, rabbino italiano (Tripoli, n. 1958)

## Registi(5)
- Alfonso Balcázar, regista, sceneggiatore e produttore cinematografico spagnolo (Barcellona, n. 1926 - Barcellona, † 1993)
- Alfonso Brescia, regista italiano (Roma, n. 1930 - Roma, † 2001)
- Alfonso Corona Blake, regista e sceneggiatore messicano (Autlán de Navarro, n. 1919 - Città del Messico, † 1999)
- Alfonso Cuarón, regista, sceneggiatore e produttore cinematografico messicano (Città del Messico, n. 1961)
- Alfonso Gomez-Rejon, regista statunitense (Laredo, n. 1972)

## Religiosi(3)
- Alfonso Miquel Garriga, religioso spagnolo (Prades de Molsosa, n. 1914 - Barbastro, † 1936)
- Alfonso Sorribes Teixidó, religioso spagnolo (Rocafort de Vallbona, n. 1912 - Barbastro, † 1936)
- Alfonso de Paradinas, religioso spagnolo (Paradinas de San Juan, n. 1395 - Salamanca, † 1485)

## Restauratori(1)
- Alfonso Rubbiani, restauratore e letterato italiano (Bologna, n. 1848 - Bologna, † 1913)

## Scacchisti(1)
- Alfonso Romero Holmes, scacchista spagnolo (Barcellona, n. 1965)

## Schermidori(2)
- Alfonso Falloppia, schermidore e scrittore italiano (Lucca)
- Alfonso Morales, ex schermidore statunitense (Douglas, n. 1937)

## Sciatori alpini(1)
- Alfonso Lacedelli, sciatore alpino e bobbista italiano (Cortina d'Ampezzo, n. 1917 - Colle Santa Lucia, † 2012)

## Scrittori(7)
- Alfonso de Ulloa, scrittore, traduttore e storico spagnolo (Venezia, † 1570)
- Alfonso Bertoldi, scrittore italiano (Bibbiano, n. 1861 - Collegarola, † 1936)
- Alfonso Daniel Rodríguez Castelao, scrittore, saggista e medico spagnolo (Rianxo, n. 1886 - Buenos Aires, † 1950)
- Alfonso Ferrero, scrittore italiano (Torino, n. 1873 - Torino, † 1933)
- Alfonso Lentini, scrittore e artista italiano (Favara, n. 1951)
- Alfonso Martínez de Toledo, scrittore e presbitero spagnolo (Toledo, n. 1398 - Talavera de la Reina, † 1470)
- Alfonso Reyes, scrittore, poeta e diplomatico messicano (Monterrey, n. 1889 - Città del Messico, † 1959)

## Scultori(8)
- Alfonso da Mantova, scultore italiano (Mantova)
- Alfonso Balzico, scultore e pittore italiano (Cava de' Tirreni, n. 1825 - Roma, † 1901)
- Alfonso Borghesani, scultore e medaglista italiano (Crevalcore, n. 1882 - Bologna, † 1964)
- Alfonso Bortolotti, scultore, incisore e pittore italiano (n. 1911 - † 2005)
- Alfonso Canciani, scultore italiano (Brazzano, n. 1863 - Trieste, † 1955)
- Alfonso Gialdini, scultore e ingegnere italiano (Genova, n. 1948)
- Alfonso Lombardi, scultore e medaglista italiano (Ferrara - Bologna, † 1537)
- Alfonso Monfardini, scultore e pittore italiano (Mantova, n. 1887 - Mantova, † 1965)

## Sindacalisti(1)
- Alfonso Canzio, sindacalista italiano (Barrafranca, n. 1872 - Barrafranca, † 1919)

## Sociologi(1)
- Alfonso Asturaro, sociologo italiano (Catanzaro, n. 1854 - Chiavari, † 1917)

## Sollevatori(1)
- Alfonso Canti, sollevatore italiano (Sampierdarena, n. 1920 - † 1996)

## Sovrani(27)
- Alfonso III del Portogallo, sovrano portoghese (Coimbra, n. 1210 - Alcobaça, † 1279)
- Alfonso I delle Asturie, sovrano (Cantabria - Cangas de Onís, † 757)
- Alfonso II delle Asturie, sovrano (Oviedo, n. 759 - Oviedo, † 842)
- Alfonso IV di León, sovrano (Ruiforco, † 933)
- Alfonso III delle Asturie, sovrano (Oviedo - Zamora, † 910)
- Alfonso I del Portogallo, sovrano (Guimarães, n. 1109 - Coimbra, † 1185)
- Alfonso I d'Aragona, sovrano (Jaca - Huesca, † 1134)
- Alfonso II del Portogallo, sovrano (Coimbra, n. 1185 - Coimbra, † 1223)
- Alfonso II d'Aragona, sovrano (Villamayor del Valle, n. 1157 - Perpignano, † 1196)
- Alfonso II di Napoli, sovrano italiano (Napoli, n. 1448 - Messina, † 1495)
- Alfonso III d'Aragona, sovrano (Valencia, n. 1265 - Barcellona, † 1291)
- Alfonso IV del Portogallo, sovrano (Lisbona, n. 1291 - Lisbona, † 1357)
- Alfonso IV d'Aragona, sovrano (Napoli, n. 1299 - Barcellona, † 1336)
- Alfonso V del Portogallo, sovrano (Sintra, n. 1432 - Sintra, † 1481)
- Alfonso V di León, sovrano (n. 996 - Viseu, † 1028)
- Alfonso VI del Portogallo, sovrano (Lisbona, n. 1643 - Sintra, † 1683)
- Alfonso VI di León, sovrano (Toledo, † 1109)
- Alfonso VII di León, sovrano (Caldas de Reis, n. 1105 - Fresneda de la Sierra Tirón, † 1157)
- Alfonso VIII di Castiglia, sovrano (Soria, n. 1155 - Gutierre-Muñoz, † 1214)
- Alfonso IX di León, sovrano (Zamora, n. 1171 - Sarria, † 1230)
- Alfonso X di Castiglia, sovrano e poeta spagnolo (Toledo, n. 1221 - Siviglia, † 1284)
- Alfonso XI di Castiglia, sovrano spagnolo (Salamanca, n. 1311 - Gibilterra, † 1350)
- Alfonso XII di Castiglia, sovrano (Tordesillas, n. 1453 - Cardeñosa, † 1468)
- Alfonso XII di Spagna, sovrano spagnolo (Madrid, n. 1857 - Madrid, † 1885)
- Alfonso XIII di Spagna, sovrano spagnolo (Madrid, n. 1886 - Roma, † 1941)
- Alfonso de la Cerda, re spagnolo (Valladolid, n. 1270 - Piedrahíta)
- Alfonso Froilaz, sovrano

## Storici(6)
- Alfonso Botti, storico italiano (Loreto, n. 1953)
- Alfonso Chacón, storico, filologo e religioso spagnolo (Baeza - Roma, † 1599)
- Alfonso Colarossi-Mancini, storico italiano (Scanno, n. 1859 - Popoli, † 1927)
- Alfonso Marini, storico italiano (Caserta, n. 1949)
- Alfonso Perrella, storico e scrittore italiano (Cantalupo nel Sannio, n. 1849 - Pompei, † 1915)
- Alfonso Scirocco, storico italiano (Napoli, n. 1924 - Napoli, † 2009)

## Storici dell'arte(1)
- Alfonso Panzetta, storico dell'arte italiano (Oria, n. 1958)

## Storici della filosofia(1)
- Alfonso Maierù, storico della filosofia italiano (Paludi, n. 1939 - Roma, † 2011)

## Tennisti(2)
- Alfonso Mora, tennista venezuelano (Washington, n. 1964)
- Alfonso Ochoa, tennista messicano (Città del Messico - † 2022)

## Tenori(1)
- Alfonso Ortiz Tirado, tenore e medico messicano (Álamos, n. 1893 - Città del Messico, † 1960)

## Teologi(4)
- Alfonso Muzzarelli, teologo e gesuita italiano (Ferrara, n. 1749 - Parigi, † 1813)
- Alfonso de Valdés, teologo e scrittore spagnolo (Cuenca, n. 1490 - Vienna, † 1532)
- Alfonso Villagut, teologo e giurista italiano (Napoli, n. 1566 - † 1623)
- Alfonso di Castro, teologo spagnolo (Zamora, n. 1495 - Bruxelles, † 1558)

## Trovatori(1)
- Afonso Sanches, trovatore e poeta portoghese (Castiglia, † 1329)

## Velocisti(1)
- Alfonso Di Guida, ex velocista italiano (Napoli, n. 1954)

## Vescovi cattolici(14)
- Alfonso d'Aragona, vescovo cattolico italiano (n. 1460 - † 1510)
- Alfonso Badini Confalonieri, vescovo cattolico italiano (Valenza, n. 1944)
- Alfonso Beretta, vescovo cattolico italiano (Brugherio, n. 1911 - Pedda Pendial, † 1998)
- Alfonso Maria Binarini, vescovo cattolico italiano (Bologna, n. 1510 - Camerino, † 1580)
- Alfonso Carrasco Rouco, vescovo cattolico spagnolo (Vilalba, n. 1956)
- Alfonso Dal Pozzo Farnese, vescovo cattolico italiano (Piacenza, n. 1580 - Borgo San Donnino, † 1626)
- Alfonso de Galarreta, vescovo cattolico spagnolo (Torrelavega, n. 1957)
- Alfonso Milián Sorribas, vescovo cattolico spagnolo (La Cuba, n. 1939 - Saragozza, † 2020)
- Alfonso Raimo, vescovo cattolico italiano (Calabritto, n. 1959)
- Alfonso Sozy Carafa, vescovo cattolico italiano (San Nicola Manfredi, n. 1704 - Lecce, † 1783)
- Alfonso Tornabuoni, vescovo cattolico italiano (Firenze, n. 1506 - Sansepolcro, † 1578)
- Alfonso de Cartagena, vescovo cattolico spagnolo (Burgos, n. 1384 - Villasandino, † 1456)
- Alfonso Camillo De Romanis, vescovo cattolico italiano (Genazzano, n. 1885 - Roma, † 1950)
- Alfonso Maria de' Liguori, vescovo cattolico e compositore italiano (Marianella, n. 1696 - Nocera dei Pagani, † 1787)

## Senza attività specificata(4)
- Alfonso del Portogallo (Coimbra, n. 1135 - Santarém, † 1207)
- Alfonso Andria, ex politico italiano (Salerno, n. 1952)
- Alfonso de Iruarrizaga, ex tiratore a volo cileno (n. 1957)
- Alfonso Menéndez, ex arciere spagnolo (Avilés, n. 1966)